# Friedrich Becherer

Friedrich Christian Becherer

Friedrich Christian Becherer (* 20. September 1747 in Spandau; † 6. Dezember 1823 in Berlin) war ein deutscher Architekt und Ingenieur, preußischer Baubeamter und Hochschullehrer an der Berliner Bauakademie.

## Leben
Becherer wurde in Potsdam bei Carl von Gontard ausgebildet und war 20 Jahre unter dessen Leitung tätig. Seit 1767 Mitarbeiter im Bau-Comptoir in Berlin, wurde er 1778 zum Bauinspektor ernannt und wechselte 1788 als Geheimer Oberhofbaurat in das aus dem Bau-Comptoir hervorgegangene königliche Oberhofbauamt, dem er bis 1810 angehörte.
Von 1790 bis 1799 war er als Leiter der an der Akademie der Künste angesiedelten Architektonischen Lehranstalt verantwortlich für die Ausbildung der Baumeister in Preußen. Zu seinen Schülern gehörten u. a. Salomo Sachs, Friedrich Gilly, Paul Ludwig Simon, Martin Friedrich Rabe und Heinrich Gentz.
1799 gehörte Becherer gemeinsam mit David Gilly, Johann Albert Eytelwein und Heinrich August Riedel zu den Mitgliedern des Direktoriums der Bauakademie, an der er bis 1809 Construction unterrichtete. Im ersten Unterrichtsjahr war er Präsident des Direktoriums der Bauakademie. Von 1810 bis 1816 leitete Becherer als Direktor die Berliner Baugewerkschule.
Friedrich Becherer trat weniger als Architekt denn als Ingenieur und Lehrer hervor. Er war Freimaurer und in den Jahren 1817–1821 Ordensmeister der Großen Landesloge der Freimaurer von Deutschland.

## Werk

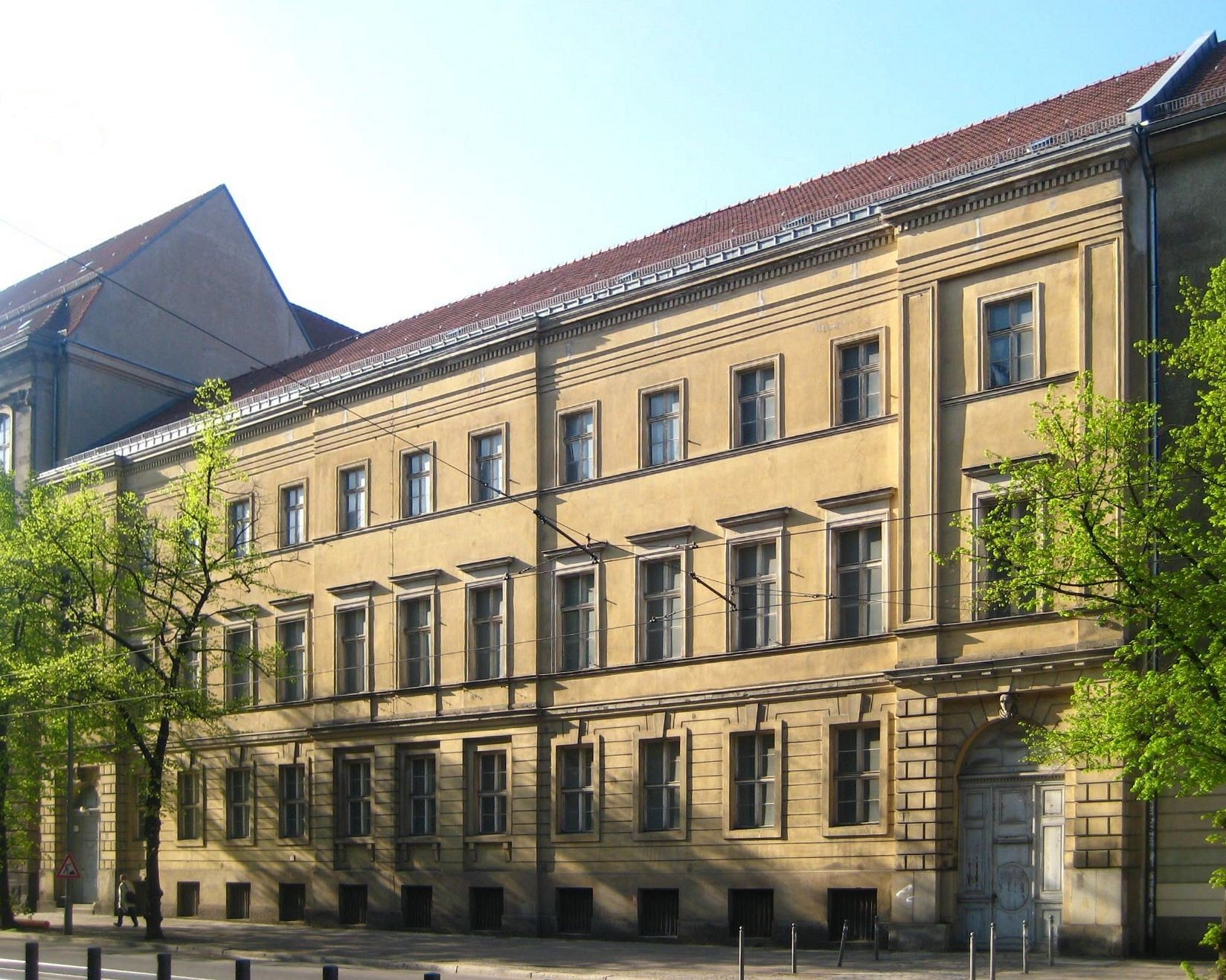
Logengebäude in der Oranienburger Straße in Berlin (1789–1791); das Gebäude wurde 1831 um ein Geschoss aufgestockt

- 1776: Bauleitung beim Bau der Spittelkolonnaden (Entwurf C. von Gontard)
- 1781–1785: unter Leitung von Georg Christian Unger am Bau des Deutschen Doms am Gendarmenmarkt
- 1787: Bauleitung beim Bau der Mohrenkolonnaden (Entwurf Carl Gotthard Langhans)[2]
- 1789–1791: Entwurf und Bau des Gebäudes der Großen Landesloge, Oranienburger Straße 71/72 im frühklassizistischen Stil
- 1792: Überdachung der Reitbahn des „Regiments Gendarmes“ im südlichen Hof des Akademiegebäudes, Unter den Linden (die Konstruktion galt als ingenieurtechnische Meisterleistung)
- Um 1800: Predigerhaus der Gemeinde der Friedrichswerderschen Kirche, Oberwallstr. 21[3]
- 1800–1802: Artilleriekaserne am Oranienburger Tor, Friedrichstraße 118–120 (1898 abgerissen)[4]
- 1800–1802: Entwurf und Bau der Alten Börse am Lustgarten (Bauleitung Paul Ludwig Simon)
- 1801: Bau des eigenen Landhauses in der Tiergartenstraße
- 1801: Wohnhaus Behrenstraße 70/71
- 1802–1805: Bauleitung beim Bau eines Getreidemagazins in der Köpenicker Straße Nr. 17[5]
- 1803–1805: Wohnhaus Dorotheenstraße 5 für den Hofchirurgen Johann Goercke (zusammen mit Paul Ludwig Simon)
- Um 1805: Friedrich-Wilhelms-Gymnasium, Friedrichstraße/Ecke Kochstraße[6] (um 1890 abgerissen)